# چه‌بانیا
چِه‌بانیا (به مجاری:  Csehbánya) یک شهرداری در مجارستان است که در وسپرم واقع شده‌است. چه‌بانیا ۱۲٫۸۳ کیلومتر مربع مساحت و ۲۸۳ نفر جمعیت دارد.